# Карін Кнапп
Карін Кнапп (нім. Karin Knapp, 28 червня 1987) — італійська тенісистка.
Кнапп народилася в німецькомовному Південному Тіролі. Вона стала професійною тенісисткою 2002 року. Свою першу перемогу у WTA турі Карін здобула на Tashkent Open 2014 року.
Станом на вересень 2014 року Кнапп провела 6 ігор за збірну Італії в Кубку Федерації.